# トニー・アタナシオ
トニー・アタナシオ（Tony Attanasio、1939年10月24日 - 2024年8月30日）は、アメリカ合衆国出身の弁護士、スポーツ・エージェント。
主に、メジャーリーグベースボール(MLB)を中心に手がけ、イチローや佐々木主浩といった日本人選手のMLBでの契約に携わってきた事で知られる。2000年からはイチローの代理人を長年務めた。晩年は高齢のため（健康上の理由のため）仕事を控えていた。

## 略歴
コネチカット大学で野球とサッカーをし、サッカーでは全米選抜、野球とサッカーの両方でニューイングランド選抜に選ばれるなどし、一時期プロとしてプレーもしていた。会計の修士号を取る一方でウェスタン・ステート法律学校にも通い、学位を取得。プロスポーツ選手のマネージメントを行うADAファイナンシャルを設立する。ADAファイナンシャルはクライアントであるプロスポーツ選手に対し、納税や法律に関するアドバイスなどを提供している。最大の顧客はイチローで、契約の交渉の他、通訳や肖像権管理なども手がけていた。対応する顧客はMLBの選手には特段限らず、監督やコーチなども手がけていた。近年ではイチローのサインボール、サインユニフォームを量産販売していた。
2024年8月30日、長い闘病生活の末、サンディエゴの自宅で死去。84歳没。

## 主なクライアント
- ブルース・ボウチー : JBAスポーツ社のジョン・ボッグスに変更[6]。
- 佐々木主浩
- イチロー : JBAスポーツ社のジョン・ボッグスに変更[3]。
- 谷繁元信
- 小宮山悟
- 川﨑宗則 : SFXベースボール社のマーク・ピーパーに変更[7]。